# Nellyville
Albums de Nelly
Country Grammar
(2000) Da Derrty Versions: The Reinvention
(2003)
Singles
1. #1
Sortie : 29 janvier 2002
2. Hot in Herre
Sortie : 16 avril 2000
3. Dilemma
Sortie : 25 juin 2002
4. Air Force Ones
Sortie : 7 novembre 2002
5. Work It
Sortie : 25 février 2003
6. Pimp Juice
Sortie : 1er avril 2003

Nellyville est le deuxième album studio de Nelly, sorti le 25 juin 2002.
L'album, qui s'est classé 1er au Billboard 200, au Top R&B/Hip-Hop Albums et au Top Internet Albums, a été certifié 6 fois disque de platine par la Recording Industry Association of America (RIAA) le 9 juin 2003.

## Liste des titres
| No  | Titre                                                                                      | Contient un (des) sample(s) de                                | Durée |
| --- | ------------------------------------------------------------------------------------------ | ------------------------------------------------------------- | ----- |
| 1.  | Nellyville                                                                                 |                                                               | 4:15  |
| 2.  | Gettin' it Started (Skit) (featuring Cedric the Entertainer et La La)                      |                                                               | 1:51  |
| 3.  | Hot in Herre                                                                               | Bustin' Loose de Chuck Brown & The Soul Searchers             | 3:48  |
| 4.  | Dem Boyz (featuring St. Lunatics)                                                          |                                                               | 4:34  |
| 5.  | Oh Nelly (featuring Murphy Lee)                                                            |                                                               | 4:03  |
| 6.  | Pimp Juice                                                                                 | Love Comes in All Colors des Staple Singers                   | 4:52  |
| 7.  | Air Force Ones (featuring St. Lunatics)                                                    |                                                               | 5:04  |
| 8.  | In the Store (Skit) (featuring Cedric the Entertainer et La La)                            |                                                               | 1:40  |
| 9.  | On the Grind (featuring King Jacob)                                                        |                                                               | 4:46  |
| 10. | Dilemma (featuring Kelly Rowland)                                                          | Love, Need and Want You de Patti LaBelle 169 Aaaah! de Roland | 4:49  |
| 11. | Splurge                                                                                    |                                                               | 5:09  |
| 12. | Work It (featuring Justin Timberlake)                                                      |                                                               | 4:23  |
| 13. | Roc the Mic (Remix) (Interprété par Beanie Sigel et Freeway featuring Nelly et Murphy Lee) |                                                               | 4:18  |
| 14. | The Gank                                                                                   |                                                               | 4:49  |
| 15. | 5000 (Skit)                                                                                |                                                               | 2:11  |
| 16. | #1                                                                                         |                                                               | 3:19  |
| 17. | CG 2 (featuring St. Lunatics)                                                              |                                                               | 4:32  |
| 18. | Say Now                                                                                    |                                                               | 5:42  |
| 19. | Fuck it Then (Skit) (featuring Cedric the Entertainer et La La)                            |                                                               | 1:39  |

| 20. | Stick out Ya Wrist (featuring Toya) | 3:50 |